# Pselliopus cinctus
Pselliopus cinctus är en insektsart som först beskrevs av Fabricius 1776.  Pselliopus cinctus ingår i släktet Pselliopus och familjen rovskinnbaggar. Inga underarter finns listade i Catalogue of Life.

## Bildgalleri

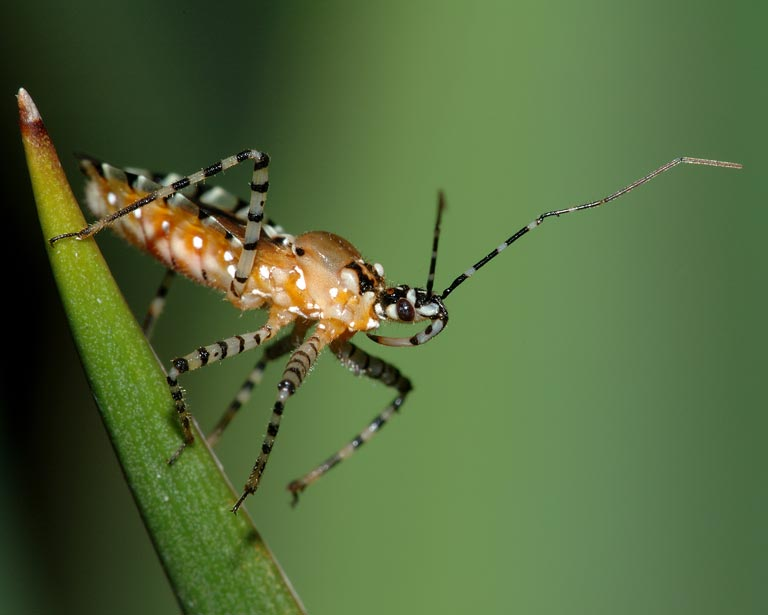